# Klantingsari
Klantingsari is een bestuurslaag in het regentschap Sidoarjo van de provincie Oost-Java, Indonesië. Klantingsari telt 3749 inwoners (volkstelling 2010).